# كارل أ. مولر
كارل أ. مولر هو سياسي كندي، ولد في 27 نوفمبر 1913، وتوفي في 21 ديسمبر 1991. نشط حزبياً في حزب الائتمان الاجتماعي في ألبرتا ‏. وقد انتخب عضو الجمعية التشريعية في ألبرتا ‏.